# حصى اللوزتين
حصى اللوزتين أو الحصاة اللوزية (بالإنجليزية: Tonsillolith)‏ هي تكتلات لينة من بقايا بكتيرية وخلوية تتكوّن في التجاويف اللوزية. وهي أكثر شيوعا في اللوز الحنكية، ولكنها تحدث أيضا في اللوز اللسانية. تحصي اللوز شائع، وتزن حصوات اللوزتين من 0.3 جم إلى 42 جم.
وقد يشعر المريض ببروز حصى اللوزتين كأجسام غريبة في تجاويف اللوزتين. وقد تكون الحصى مزعجة بالنسبة للمريض ويصعب إزالتها، ولكنها عادة لا تكون ضارة، وهي واحدة من أسباب رائحة الفم الكريهة، ودائما تعطي رائحة عفنة.

## العلامات والأعراض
قد لا تسبب حصى اللوزتين أي أعراض، أو قد تسبب رائحة الفم الكريهة، أو ألم عند البلع.
وتحدث حصى اللوزتين بشكل متكرر في المراهقين أكثر من البالغين أو الأطفال الصغار. ولا تسبب حصوات اللوز صغيرة الحجم أي أعراض ملحوظة، وحتى عندما تكون كبيرة في الحجم، قد يتم اكتشافها صدفةً فقط في الأشعة السينية أو الأشعة المقطعية.
وتشمل الأعراض الأخرى: خلل في التذوق، وانغلاق الحلق، ونوبات السعال، والاختناق.
وقد تسبب الحصوات الكبيرة أعراض متعددة، بما في ذلك رائحة الفم الكريهة المتكررة، والتي كثيرا ما تصاحب عدوى اللوزتين، والتهاب الحلق، والمذاق السيئ في الجزء الخلفي من الحلق، وصعوبة البلع، وألم الأذن، وتورم اللوزتين. ووجدت دراسة طبية أجريت في عام 2007 وجود علاقة بين حصى اللوزتين ورائحة الفم الكريهة في المرضى الذين يعانون من نوع معين من التهاب اللوزتين المتكرر. ومن بين أولئك الذين يعانون من رائحة الفم الكريهة، 75٪ منهم كان لديهم حصى اللوزتين، في حين أن 6٪ فقط من الأشخاص الذين لديهم رائحة فم طبيعية كان لديهم حصى اللوزتين، كما يكون هناك إحساس بجسم غريب في الجزء الخلفي من الحلق، وقد يكون هناك غياب للأعراض، مع الكشف عن الحصى عن طريق لمس كتلة صلبة داخل اللوزتين أو في الطبقة تحت المخاطية.

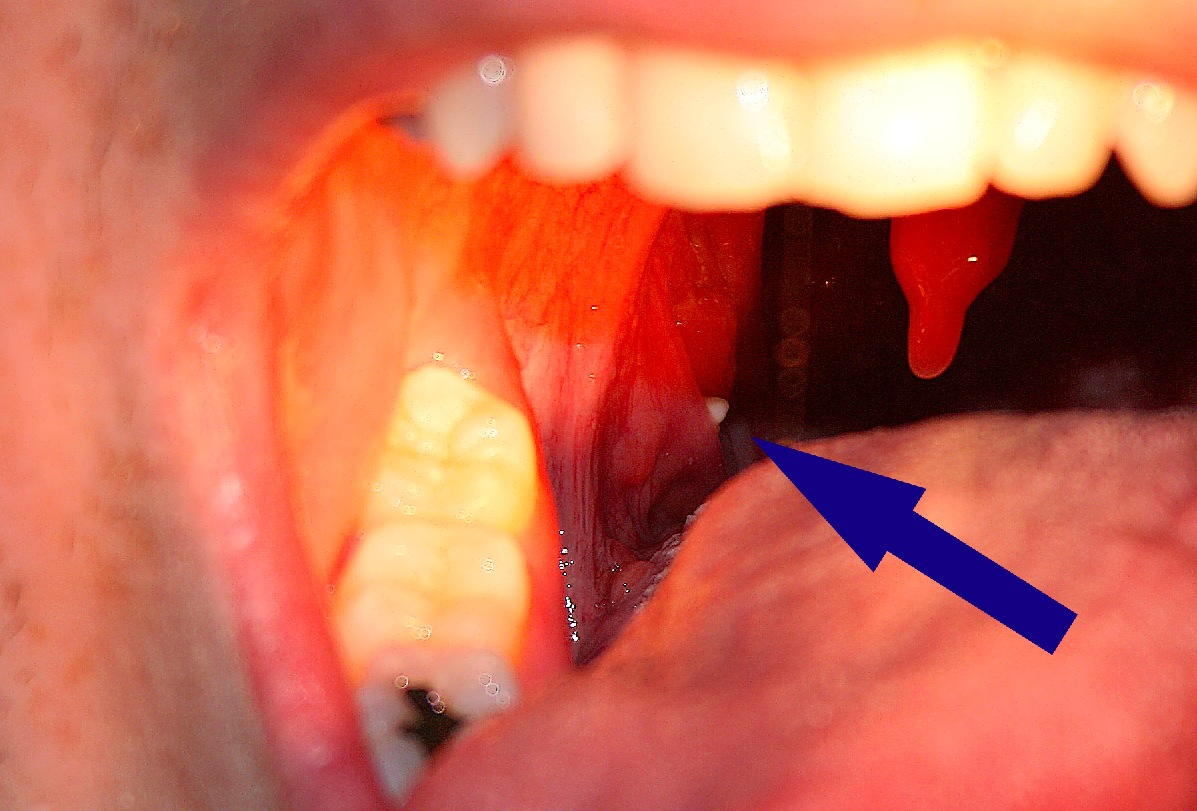
حصاة بارزة من اللوزة
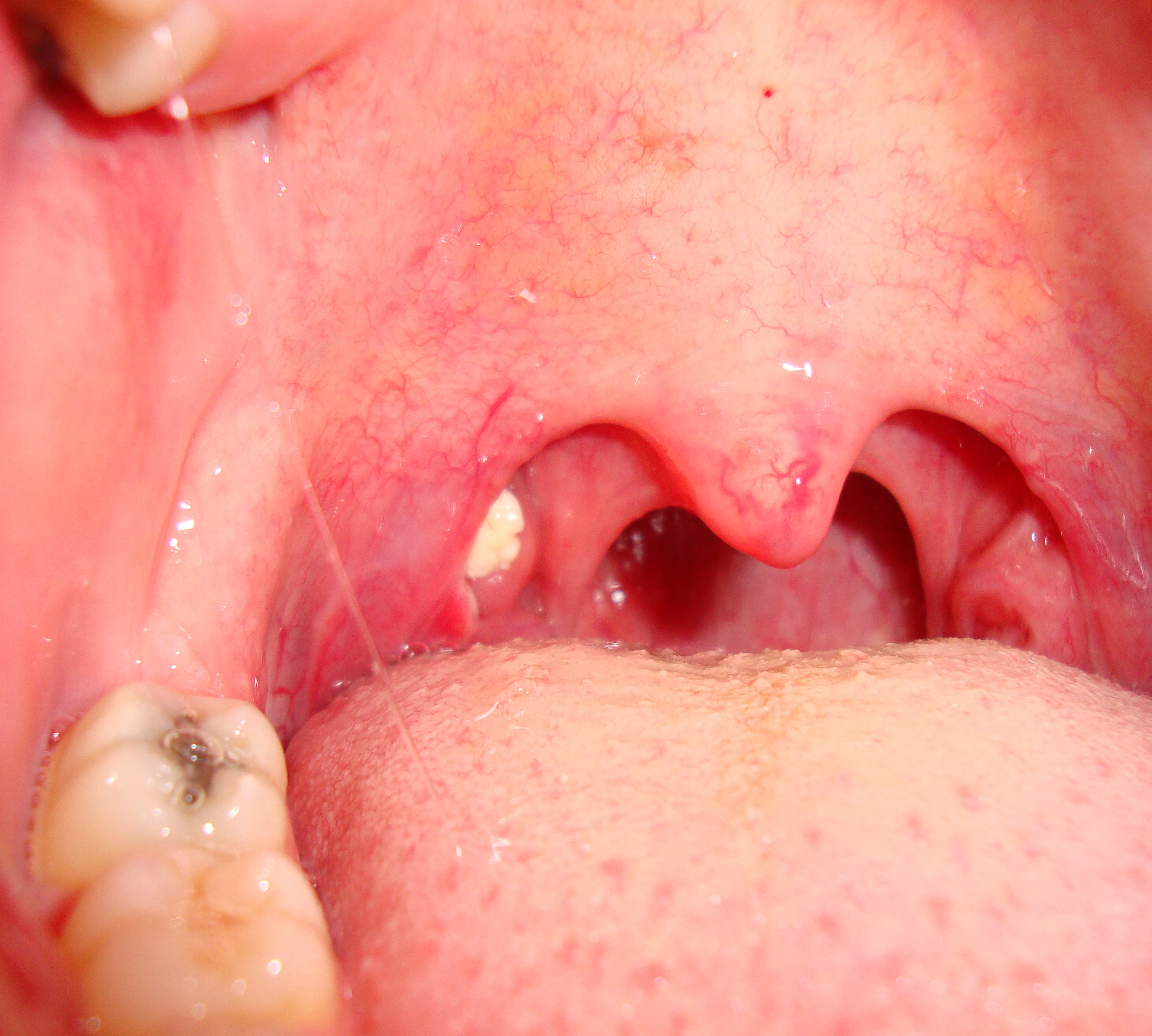
حصاة كبيرة يظهر نصفها من اللوزة
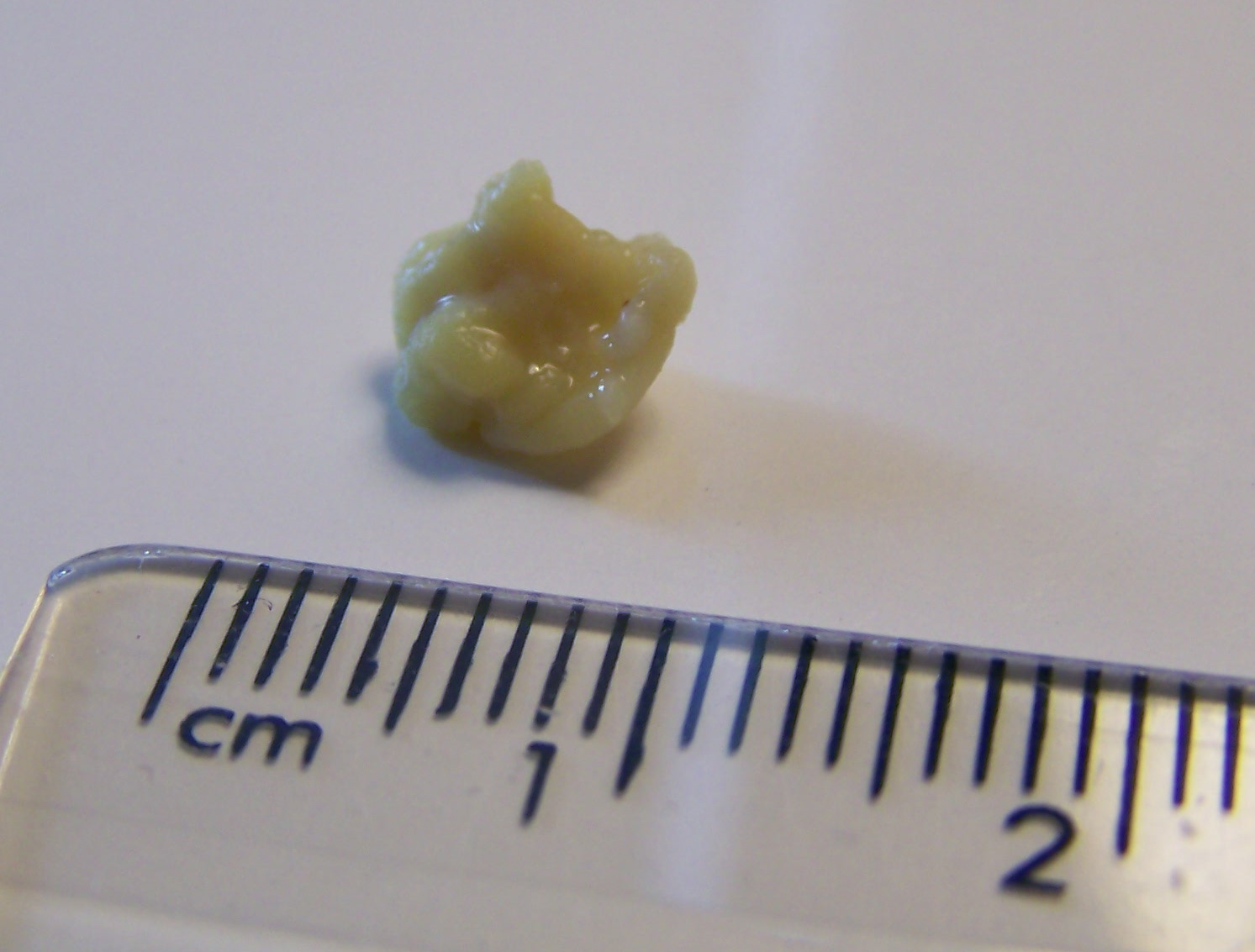
حصاة

## التصنيف
حصوات اللوزتين هي تكلسات تتشكل في خبايا اللوز الحنكية. كما يمكن أن تتشكل أيضا في الحلق وعلى سطح الفم. تمتلئ اللوزتان بالشقوق، التي يمكن أن تتجمع فيها البكتيريا وغيرها من المواد، بما في ذلك الخلايا الميتة والمخاط. وعند حدوث ذلك، تتركز هذه البقايا في صورة تشكلات بيضاء في جيوب اللوزتين. ويتم تشكيل حصى اللوزتين عندما تتراكم هذه البقايا المتجمعة وتظهر من اللوزتين. وتكون الحصوات عادة لينة، وأحيانا مطاطية. وغالبا ما يحدث ذلك في الأشخاص الذين يعانون من التهاب مزمن في اللوزتين أو نوبات متكررة من التهاب اللوزتين. وغالبا ما ترتبط حصى اللوزتين بالتنقيط الأنفي الخلفي.

### الحصى العملاقة
من أنواع حصى اللوزتين النادرة الحصى العملاقة، والتي غالبا ما يتم الخطأ بينها وبين غيرها من أمراض الفم، بما في ذلك الخراج المجاور للوزتين، وأورام اللوزتين.

## الفسيولوجيا المرضية
.

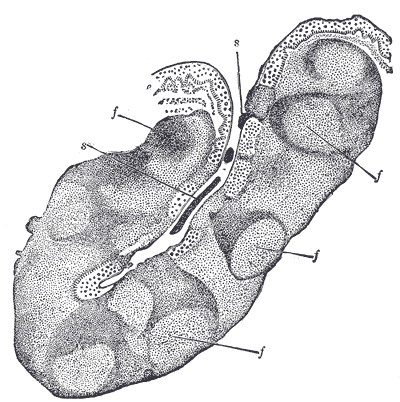
تكبير منخفض الطاقة مجهري لمقطع عرضي من خلال واحدة من التجاويف اللوزية، التي تفتح على سطح الحلق (في الأعلى). وتغطي الظهارة الطبقية (e) سطح الحلق وتستمر كبطانة من للتجويف. ويوجد تحت السطح العديد من العقيدات (f) من الأنسجة اللمفاوية، وتعبر العديد من الخلايا الليمفاوية (المنطقة الداكنة اللون) من العقيدات نحو السطح، وسوف تختلط في نهاية المطاف مع اللعاب كجسيمات لعابية (s).

الآلية التي تخضع لها تكوين هذه الحصوات هي موضوع خاضع للنقاش، على الرغم من أنها تبدو ناجمة عن تراكم المواد المحتفظ بها داخل الخبايا، جنبا إلى جنب مع نمو البكتيريا والفطريات، وفي بعض الأحيان ترتبط مع التهاب اللوزتين القيحي المزمن.
وفي الآونة الأخيرة، ظهرت علاقة بين الأغشية الحيوية وحصى اللوزتين. ويفترض مفهوم الغشاء الحيوي أن البكتيريا تشكل بنية ثلاثية الأبعاد، وتكون البكتيريا الكامنة في المركز لتكون بمثابة نواة ثابتة للعدوى. ويكوّن هذا الهيكل مناعة ضد العلاج بالمضادات الحيوية. وتظهر أغشية حيوية بالمجهر البؤري مماثلة للأغشية الحيوية للأسنان موجودة في اللوزتين، مع وجود الأكسجين في الطبقة الخارجية من اللوزتين، والنتروجين المنزوع نحو الوسط، والحمض نحو القاع.

## التشخيص
عادة ما يتم التشخيص بالمعاينة. ويشمل التشخيص التفريقي لحصى اللوزتين: الجسم الغريب، والورم الحبيبي المتكلس، والورم الخبيث، والنتوء الإبري الصدغي الموسع، والعظمة المنفردة التي عادة ما تكون مشتقة من أصول جنينية ناشئة من الأقواس الخيشومية.
ويصعب تشخيص حصى اللوزتين في غياب مظاهر واضحة، وغالبا ما تشكل نتائج غير رسمية للدراسات الإشعاعية الروتينية.
وتستطيع تقنيات التصوير الطبي التشخيصي تحديد الكتلة ذات الكثافة الإشعاعية التي قد تسبب التشخيص الخاطئ مع الأجسام الغريبة أو الأسنان النازحة أو الأوعية الدموية المتكلسة. وقد يكشف التصوير المقطعي عن صور متكلسة غير محددة في المنطقة اللوزية. ويجب تفريق التشخيص عن التهاب اللوزتين الحاد والمزمن، وتضخم اللوزتين، والخراجات المجاورة للوزتين، والأجسام الغريبة، والعظام أو الغضاريف المنتبذة، والعقد الليمفاوية، والآفات الحبيبية، وتكلسات الرباط الإبري اللامي في متلازمة النسر.

## العلاج
لا حاجة إلى العلاج في كثير من الأحيان، حيث أن هناك عددا قليلا من الحصوات، التي تسبب أعراضا.
بعض الناس قادرون على إزالة الحصى اللوزية باستخدام طرف اللسان أو الإصبع. وغسول الفم أيضا طريقة بسيطة وفعالة، وسوف ينظف خبايا اللوزتين جيدا. معظم غسولات الفم الكهربية غير مناسبة لإزالة حصى اللوزتين؛ لأنها قوية جدا وغالبا ما تسبب عدم الراحة وتمزق اللوزتين، مما قد يؤدي إلى مزيد من المضاعفات، مثل العدوى. وتكون غسولات الفم التي تتصل مباشرة بصنبور الحوض مناسبة لإزالة حصى اللوزتين والغسيل اليومي للوزتين؛ لأنه يمكنها ضخ المياه في مستويات الضغط المنخفض، مما يمكّن المستخدم من ضبطها ببساطة عن طريق لف الصنبور، مما يوفر نطاقات مختلفة من الضغوط لتناسب متطلبات كل مستخدم.
وقد تساعد الغرغرة بالماء الدافئ المالح على تخفيف الانزعاج من التهاب اللوزتين، والذي غالبا ما يصاحب حصى اللوزتين. كما يمكن للغرغرة القوية كل صباح أن تُبقي الخبايا اللوزية نظيفة من الحصوات عدا الحصوات الأكثر ثباتا.

### مضادات الالتهابات
يوصف نيميسوليد كغسول للفم.

### الكشط
قد تتطلب حصوات اللوزتين الكبيرة الإزالة بواسطة الكشط أو غير ذلك، ولكن يظل الغسول مطلوبا بعد ذلك لغسل القطع الصغيرة بشكل فعال. وقد تتطلب الآفات الأكبر الاستئصال الموضعي، على الرغم من أن هذه العلاجات قد لا تساعد تماما على القضاء على رائحة الفم الكريهة التي غالبا ما ترتبط بهذه الحالة.

### الليزر
هناك خيار آخر وهو تقليل مساحة سطح اللوزتين (الخبايا، والشقوق، إلخ) عن طريق الليزر، ويمكن القيام بهذا الإجراء باستخدام مخدر موضعي، حيث يبخّر وينعّم ليزر ثنائي أكسيد الكربون سطح اللوزتين. ويسطح هذا الأسلوب حواف الخبايا والشقوق التي تجمع البقايا، ما يمنع المواد المتجمعة من تشكيل الحصوات.

### الجراحة
قد يكون هناك حاجة إلى استئصال اللوزتين إذا استمرت رائحة الفم الكريهة بسبب الحصى اللوزية على الرغم من التدابير الأخرى.

### العلاجات المنزلية
قد يشمل ذلك الغرغرة بالماء المالح أو محاولات إزالة الحصاة باستخدام عود الأسنان أو مسحة القطن.

## وبائيات
تحدث حصى اللوزتين في ما يصل إلى 10٪ من السكان غالبا بسبب نوبات التهاب اللوزتين. في حين أن الحصوات الصغيرة في اللوزتين شائعة، فإن الحصوات الحقيقية نادرة. وتحدث عادة في البالغين الشباب، بينما تكون نادرة في الأطفال.